# 鍬
鍬（くわ）は、表土の掘り起こしに用いられる農工具の一種。農耕具であるとともに、掘鑿（掘削）用手道具類にも分類される。英語名でHoeと呼ばれる手道具に相当する。

## 概要
鍬は作業者が手で持って土を打ち起こす道具で、農耕においては鋤（すき）とともに最も基本的な農具（開墾具）である。土を掘るための人力の道具のうち、刃に対して柄をL字型に直角から鋭角に取り付けたものを鍬、刃と柄を直線上あるいは鈍角に取り付けたものを鋤という。
漢字については、古代中国では、日本のように土を打ち起こすタイプの鍬ではなく、土地を引き削るタイプで除草の為に用いられることが多く「鋤」と表記され、他の作業は犂によって行われる事が多かった。ところが、日本では鋤を牛が引く耕作道具であると誤解されて日本で農耕に用いられている「くわ」を表記する漢字は無いと誤認されたため、国字として「鍬」という字が創作されたという。ただしこれには異説があり奈良文化財研究所の方国花は、日本で「くわ」と呼ばれているものは中国語では「鋤」と書き逆に日本で「すき」と呼ばれているものは中国語では「鍬」と書くと指摘しており「鍬」が国字であるとは考えていない。
なお、「鋤」（spade）と同音の道具に「犂」（Plough）があるが、犂は牛馬に牽引させ作業者が後方から押して用いる道具である（プラウ参照）。農耕用具のうち馬鍬は畜力を利用する器具で、馬鍬（水田の土塊を砕く代掻き具）のほか、車馬鍬（鬼馬鍬ともいう）、畝立馬鍬（畝立てに用いる）、飛行機馬鍬（畑用）などがあるが、通常の鍬とは区別され人力犂などに分類される。

## 歴史
農業は約1万5千年前に東南アジアで始まったイモ作農業に起源があるとされる。農業が始まった当時の農具は掘棒と鍬だけであった。掘棒は採集や狩猟にも使用されていたのに対し、鍬にはその形跡がなく農業の開始とともに出現した農具と考えられている。
エミール・ヴェルトは鍬を、刃茎差込み式、リング柄式、撞木むすび式、屈曲柄式、旗むすび式、刃孔差込み式の6種に分類した。このうち刃孔差込み式以外の5種の鍬はイモ作農業に使用されていたが、刃孔差込み式の鍬は穀作とともに使用されるようになった。しかし、鍬がその機能を真に発揮するためには構造は刃孔差込み式である必要があり、刃孔差込み式の鍬が出現するまでは掘棒のほうが重要な農具であった。

## 各地の鍬

### インド
紀元前2000年頃にはパンジャブで農具の発達がみられ、古代インドでは鍬とインド犂が主な農具であった。

### 中国
同じく紀元前2000年頃には華北でも農具の発達がみられ、古代中国では鍬と中国犂が主な農具であった。

### 日本

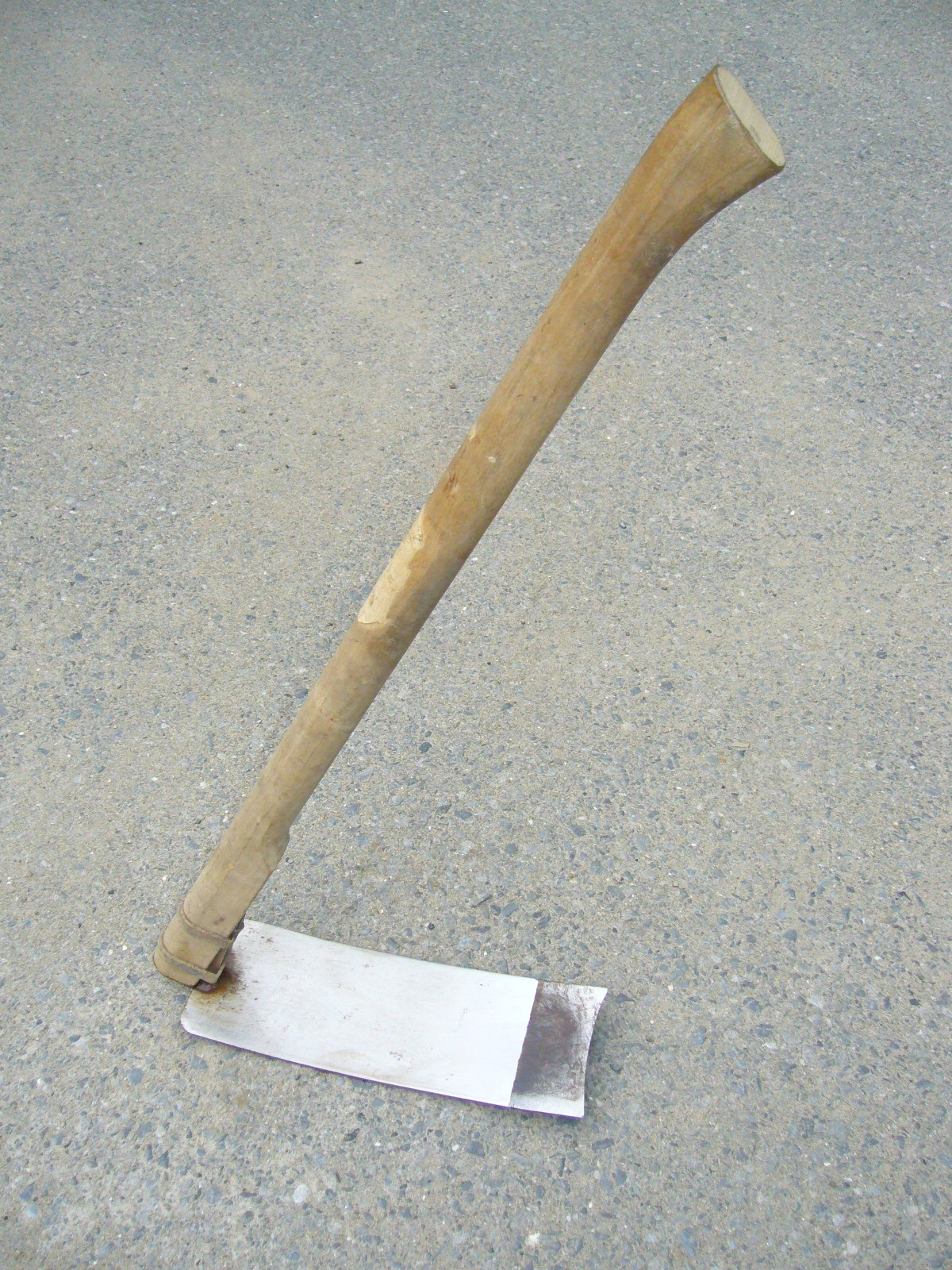
平鍬

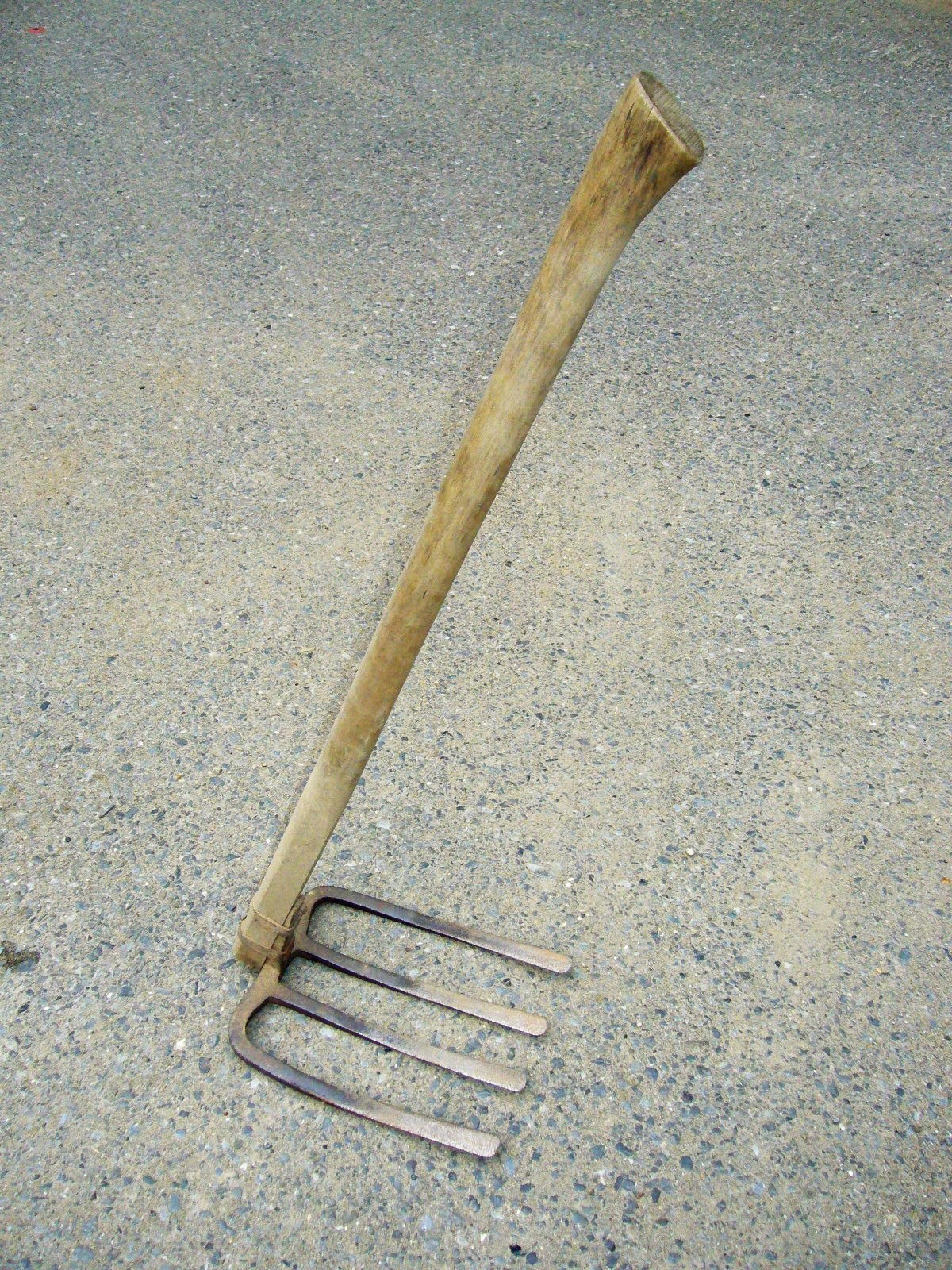
備中鍬

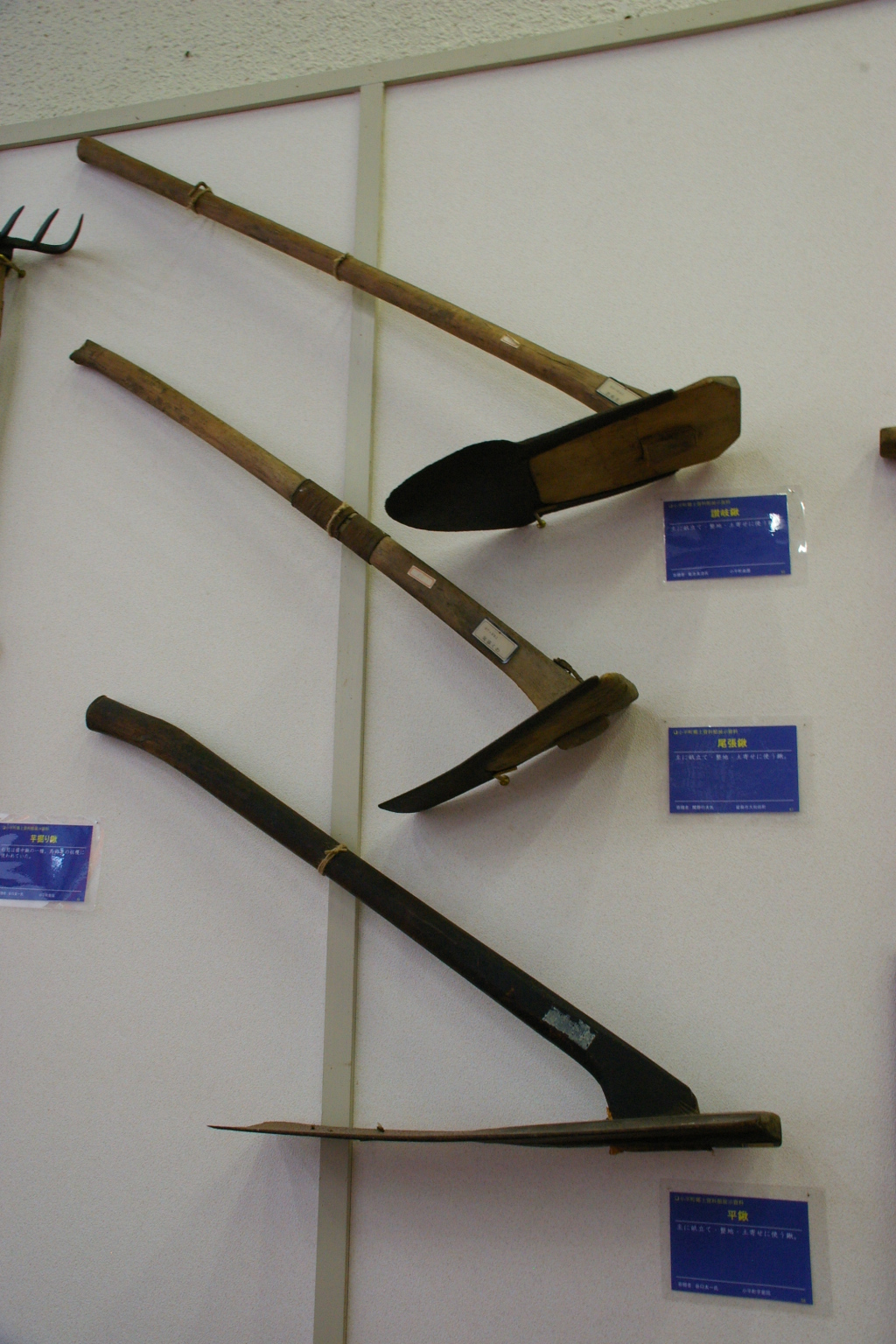
木製の鍬

本来は刃先まで木でできた木製農工具であった。現代では鍬の柄は刃床部とは別の部品となっているが、木鍬と呼ばれる古い形式の鍬は、立木から刃床部と柄になる部分が適切な角度で生えている一木を切り出し、加工して作られた。木鍬に向いた木は探して見つける他に若い木を矯正して栽培された。鍬の柄作りは奥深い山村の産業であり、量産に向かず手間のかかる仕事だった。
3世紀から5世紀にかけて鉄製の打ちグワが出現した。
刃床部の一部で刃先と柄をつなぐ木製部分を風呂という。形態的には「風呂」の有無により風呂鍬と金鍬に大別することが多い。
古代から伝統的に使用されたのは風呂鍬で、「風呂」と呼ぶ柄付きの木製鍬平があり、鉄製の鍬先をはめ込んだ鍬である。江戸時代になると中国からヒツ鍬が伝わったが、この鍬は鉄部の先端を四角いソケット状に加工して柄を差し込んだものである。昭和になると四角い鍬平に柄を差し込んだ金鍬が普及し、ホームセンターなどで一般的に販売されている家庭菜園用の鍬は金鍬である。
その他、以下のような鍬がある。
- 備中鍬 - 先端が2本から5本の刃に分かれた鍬[11]。
- 踏み鍬 - 柄先の角度は140度から180度である[11]。

なお、柄角により、打鍬（約60度から85度）、打引鍬（50度前後）、引鍬（約35度から40度）に分類されることもある。

## 文化

### ことわざ
- 使う鍬は光る : 勤勉さは人を向上させ、怠け者とは外見や態度まで異なってくる。
- 縁の下の鍬使い : 環境のせいで力を思う存分発揮できないこと。
- 針で掘って鍬で埋める : こつこつ努力したものを、いっぺんに駄目にする。
- 鍬を担いだ乞食はこない : つねに鍬をふるってまじめに働けば、金には困らない。「稼ぐに追いつく貧乏なし」と同義。
- 一筆で龍は描けず、一鍬で井戸は掘れない (一筆画不成龍、一鍬掘不出一口井。中国古諺)

### 鍬入れ式

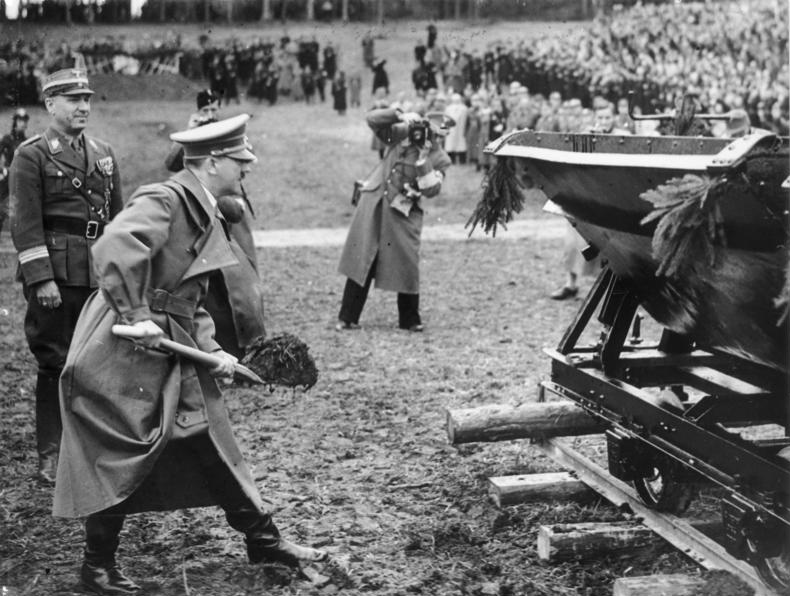
1938年、ザルツブルクのアウトバーン鍬入れ式のヒトラー

重要な土木工事の起工式に、施主や工事責任者などが盛り土を鍬で崩す神事。同様の儀式は世界中にあり、国家事業級の工事では国家元首が行なうこともある。ただし使用する道具は「鍬」とは限らず、ヒトラーがアウトバーンの鍬入れを行なったときはシャベルを使った。

### 鍬初め
農家が正月11日に、恵方にあたる畑で鍬を入れ、供え物をして豊作を祈願する行事。

### 鍬祭り
各地方に、五穀豊穣を祈願する「お鍬祭り」と呼ばれる伝統行事がある。群馬県佐波郡、長野県阿南町など中部地方に多い。

### 武術
洋の東西を問わず、反乱や一揆の際には武器に変じた。武器が禁止された琉球において鍬は鎌と並び琉球古武術の武具となり、農民たちの間で広く使われ、現代も琉球古武術保存振興会により保存されている。中国武術でも、西遊記の猪八戒の武器は熊手または馬鍬の変形だが、鍬とされる場合もあり、現在も中国に鍬を使う武術は存在する。
また明治初期の旧日本陸軍で、工兵の用いる旧称は鍬兵であった。これは黒鍬組に由来するという説がある。